# Lijst van Koeweitse autosnelwegen

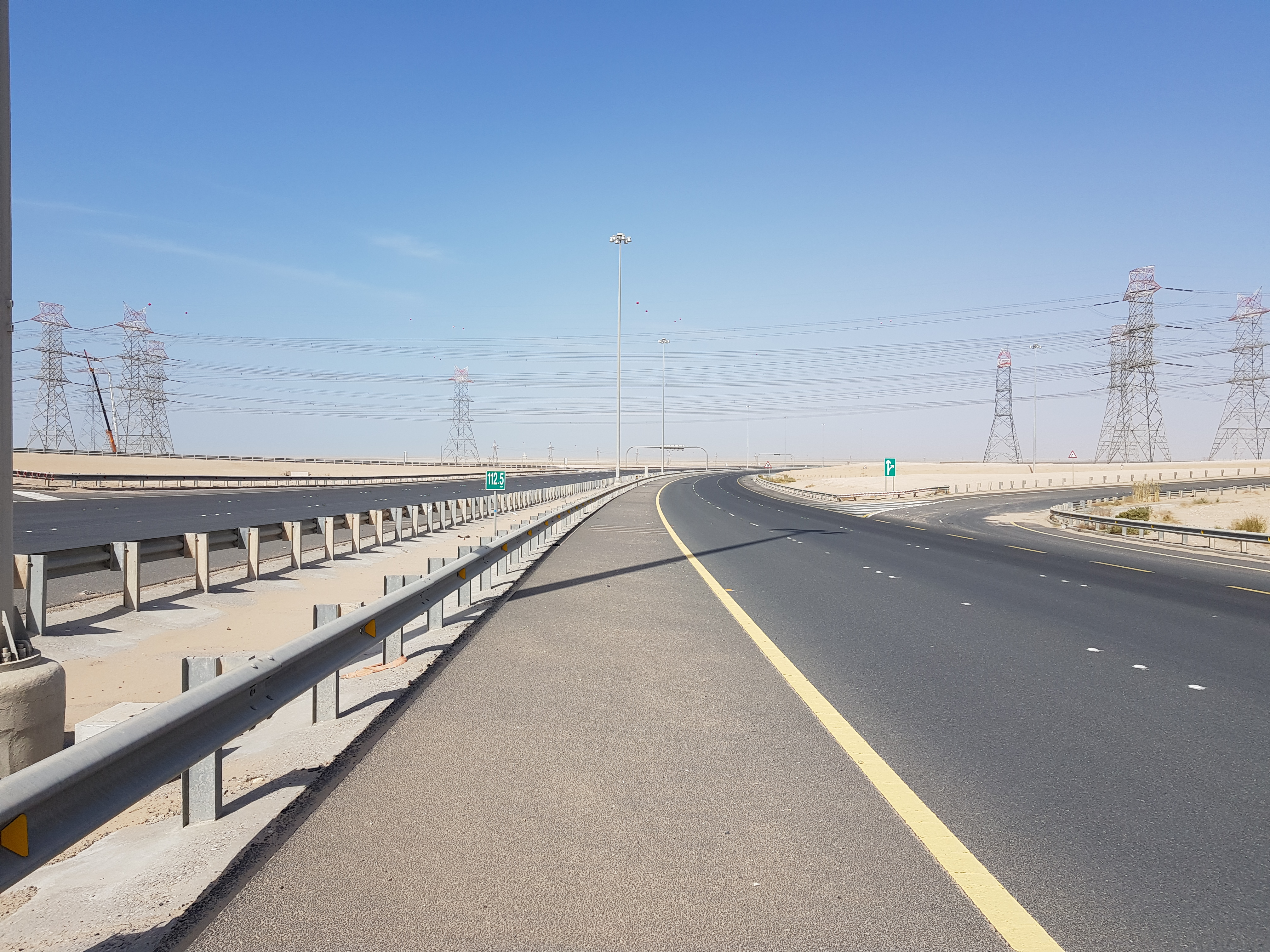
Koeweitse autosnelweg

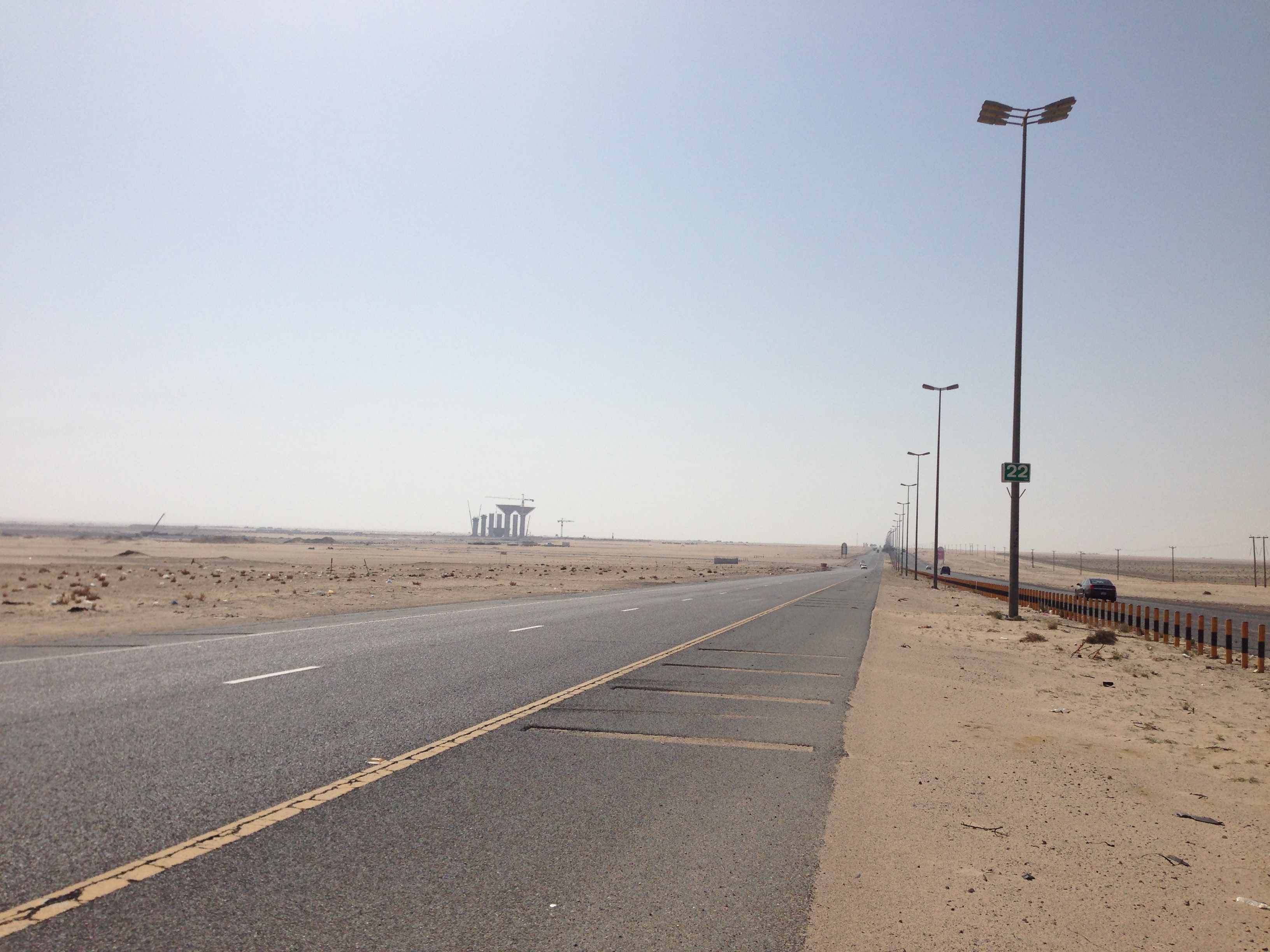
Koeweitse autosnelweg

Hieronder volgt een lijst van autosnelwegen in Koeweit. De autosnelwegen in Koeweit zijn groen-wit bewegwijzerd. Verschillende snelwegen maken deel uit van het Internationaal wegennetwerk van de Arabische Mashreq. Onderstaande lijst bevat de hoofdwegen die zijn omgebouwd tot autosnelwegstandaard.
| Nummer of naam                                              | Route                                                                                            |
| ----------------------------------------------------------- | ------------------------------------------------------------------------------------------------ |
| Route 1 / First Ring Road / Sabah I road                    | Eerste ringweg rond Kuwait City (6 kilometer)                                                    |
| Route 4 / Fourth Ring Road / Hussien Al-Roumi road          | Vierde ringweg rond Kuwait City (15 kilometer)                                                   |
| Route 5 / Fifth Ring Road / Zayed bin Sultan Al Nahyan road | Vijfde ringweg rond Kuwait City (29 kilometer)                                                   |
| Route 6 / Sixth Ring Road / Jassem Al-Kharafi road          | Zesde ringweg rond Kuwait City (52 kilometer)                                                    |
| Route 7 / Seventh Ring Road / Sultan Qaboos road            | Zevende ringweg rond Kuwait City (15 kilometer)                                                  |
| Route 30 / Fahaheel Expressway / King Abdulaziz road        | Kuwait City - Route 40 (56 kilometer)                                                            |
| Route 40 / King Fahd road                                   | Kuwait City - grens met Saoedi-Arabië (106 kilometer)                                            |
| Route 50                                                    | Kuwait City - luchthaven (12 kilometer)                                                          |
| Route 51                                                    | Kuwait City - Route 7 (snelwegstuk van 11 kilometer)                                             |
| Route 60                                                    | luchthaven Koeweit - noorden (46 kilometer, via de brug Sheikh Jaber Al-Ahmad Al-Sabah Causeway) |
| Route 70                                                    | Al-Jahra - grens met Saoedi-Arabië (106 kilometer)                                               |
| Route 80 (de Snelweg des Doods tijdens de Golfoorlog)       | Kuwait City - grens met Irak (119 kilometer)                                                     |
| Route 85 / Jamal Abdul Nasser Motorway                      | Kuwait City - Al-Jahra (19 kilometer)                                                            |